# Brooke Schultz
Brooke Schultz (20 de enero de 1999) es un deportista estadounidense que compitió en saltos de trampolín. Ganó tres medallas en los Juegos Panamericanos de 2019.

## Palmarés internacional
| Juegos Panamericanos | Juegos Panamericanos | Juegos Panamericanos | Juegos Panamericanos |
| Año                  | Lugar                | Medalla              | Prueba               |
| -------------------- | -------------------- | -------------------- | -------------------- |
| 2019                 | Lima (Perú)          | Medalla de plata     | Trampolín 1 m        |
| 2019                 | Lima (Perú)          | Medalla de plata     | Trampolín 3 m sincro |
| 2019                 | Lima (Perú)          | Medalla de bronce    | Trampolín 3 m        |